# The Goon Show
The Goon Show byl britský rozhlasový komediální pořad vysílaný v letech 1951–1960 společností BBC, přesněji stanicí BBC Home Service. Hlavním autorem scének byl Spike Milligan, komiky pak Peter Sellers a Harry Secombe, ovšem i Milligan v pořadu vystupoval. První série, vysílaná od 28. května do 20. září 1951, byla nazvaná Crazy People. Od druhé série byl název změněn na The Goon Show. Tento název byl inspirovaný mimořádně obskurní postavou Alice the Goon z komiksu a kresleného seriálu Pepek námořník. Pořad užíval absurdní, až surreálný humor založený na slovních hříčkách, ale i satirizoval poválečnou společnost a parodoval šoubyznys. Vysílán byl nejen v Británii, ale i v USA, Austrálii, Kanadě, Indii, Jihoafrické republice a na Novém Zélandu. Program měl značný vliv na britskou a americkou populární kulturu. Za svůj hlavní inspirační zdroj ho označila komediální skupina Monty Python, ale hlásili se k němu i Beatles.